# Rachael Lampa
Rachael Maureen Lampa (Ann Arbor, Míchigan, 8 de enero de 1985), conocida simplemente como Rachael Lampa, es una cantante, compositora y productora discográfica estadounidense. En el año 2000, a los 15 años, lanzó su álbum debut, Live for You, que fue un éxito y fue elogiado por la crítica.

## Biografía
Lampa nació en Ann Arbor, Míchigan, pero creció en Louisville, Colorado, una pequeña ciudad en las afueras de Boulder. Su padre es filipino y su madre es de ascendencia húngara e irlandesa. Ella es la segunda de cuatro hijos. Ella y sus tres hermanos viven en Nashville. Además de estar activos en el negocio de la música, Lampa y sus hermanos dirigen una organización llamada People Loving Nashville, cuya misión es alimentar y dar ropa a las personas sin hogar de Nashville. Sus padres todavía viven en Colorado.
Lampa comenzó a cantar cuando cuando tenía cuatro años. Durante su infancia, participó activamente en varias actuaciones por todo Colorado, ganando competiciones y cantando el himno nacional en los principales eventos deportivos. Fue criada en un hogar católico y tuvo una sólida base de fe cuando era niña.
A los 14 años, fue descubierta por Word Records A&R y el productor discográfico Brent Bourgeois, mientras asistía (pero no competía en) Music in the Rockies, una conferencia de música cristiana en Estes Park, Colorado. Se desató una guerra de ofertas entre los sellos cristianos de Nashville por ver quien podía acogerla en su compañía, pero finalmente ella firmó con Word Records, que en ese momento era propiedad de Sony Music.

## Carrera musical

### Carrera temprana: 2000-2003
Lampa lanzó su álbum debut Live for You en agosto de 2000. El álbum se convirtió en un gran éxito, generando cuatro sencillos número uno y ganando un premio Dove por el éxito número uno "Blessed". Hizo varias apariciones para promocionar el álbum, incluidas apariciones en algunos programas de televisión como The Tonight Show y The View, así como en USA Today, Billboard, People y Seventeen. Fue invitada a cantar en Italia una canción que originalmente grabó a dúo con Aaron Neville para su disco. Interpretó la canción en la Jornada Mundial de la Juventud en Roma con Luis Fonsi. También ha realizado giras con Stacie Orrico, Amy Grant, Vince Gill, Destiny's Child, Boyz II Men, Michael W. Smith, Switchfoot y TobyMac, entre otros.
Su canción "If You Believe" fue parte de la banda sonora de A Walk to Remember, que se lanzó a principios de 2002. En marzo de 2002, lanzó su segundo álbum, Kaleidoscope. También recibió críticas positivas. Tres de los sencillos lanzados llegaron al top cinco de las listas. El primer sencillo, "No Greater Love", llegó al número 2 en las listas de música cristiana contemporánea. "I'm All Yours" llegó al top cinco en las listas. El cuarto sencillo fue "Brand New Life". En octubre de 2002 lanzó un álbum de remixes, Blur, que incluía remixes de sus canciones exitosas, así como sus canciones favoritas personales.

### 2004-2010: Otros proyectos musicales
En julio de 2004, Lampa lanzó su tercer álbum de estudio, Rachael Lampa, que fue producido por Tommy Sims. El álbum recibió elogios de los críticos por sus diversos estilos, que incluían lo contemporáneo, lo retro, lo acústico, el soul, el R&B, el pop y el ska. También fue la primera vez que Lampa escribió o coescribió todas las canciones. Se desempeñó como productora ejecutiva del álbum. Los artistas invitados en el álbum incluyeron a Robert Randolph y al rapero cristiano T-Bone. Se lanzaron tres sencillos del álbum. "When I Fall" fue el primer sencillo del álbum, alcanzando el número siete en las listas de música cristiana. Estuvo de gira la mayor parte del año para promocionarse.
En octubre de 2005, apareció en el álbum The Message, en el cual escribió y cantó la canción "Flag (Salmo 57 y 108)". En mayo de 2006, Word Records lanzó una recopilación de sus grandes éxitos, titulada Blessed: The Best of Rachael Lampa. Incluye diecisiete de sus mejores canciones, además de sus favoritas, seleccionadas de entre sus cuatro álbumes. El 6 de octubre de 2006, Rachel participó en la película Hidden Secrets, una película promocionada como la versión cristiana de The Big Chill, interpretando el papel de Sally. Entre los actores principales del elenco se encontraba John Schneider, de la serie de televisión Los Dukes de Hazzard. Lampa lanzó cuatro canciones para la película: "When I Fall", "The Good Life", "No Other One" y "The Art". El 5 de junio de 2007, anunció en su blog que estaba escribiendo y grabando nuevas canciones para su nuevo álbum y que estaba buscando una nueva compañía discográfica. Apareció en el vídeo musical de T-Bone para su canción "Name Droppin", el primer sencillo de su álbum Bone-Appetit!.
En diciembre de 2009, Lampa lanzó un EP navideño, Three Songs for Christmas, exclusivamente en su sitio web. Poco tiempo después, Lampa lanzó su primer EP de forma independiente Human, el 5 de enero de 2010.
En 2009 estuvo de gira como corista de Jordin Sparks, además de también estar en una gira de los Jonas Brothers y en una gira de Britney Spears.

### 2011-presente
En 2011, Lampa y Tyler Ward lanzaron una versión de "Rocketeer" de Far East Movement. Firmó con Universal Music Christian Group y luego lanzó su quinto álbum de estudio, All We Need, el 27 de septiembre de 2011. El sencillo principal, "Remedy", fue lanzado el 26 de julio de 2011.
A partir de agosto de 2011, Lampa y un grupo que ella formó junto con amigos y músicos de Nashville llamado "The Collective" aparecieron en la tercera temporada del reality show musical de NBC The Sing-Off. The Collective llegó hasta el sexto programa antes de ser eliminado. El 15 de enero de 2013, apareció en un vídeo musical con el cantante Jonathan Thulin. Ella coescribió la canción "Bombs Away" y fue la protagonista del video musical. El vídeo recibió elogios de la crítica y de los fans por su enfoque único para presentar el evangelio. En junio de 2014, colaboró en el sencillo "Infinite" de Kevin Max.
En 2015, comenzó a trabajar con el cantante y músico irlandés Hozier. Juntos realizaron una gira colaborativa internacional, y aparecieron en varios programas de televisión como Saturday Night Live, The Tonight Show Starring Jimmy Fallon, The Ellen DeGeneres Show y Jimmy Kimmel Live! y Late Night with Seth Meyers, entre otros. También aparecieron en los Grammy realizando una colaboración con Annie Lennox, en los American Music Awards, y también realizaron una actuación en el Festival de Glastonbury en Somerset, Inglaterra.
En 2017, Lampa anunció que estaba trabajando en nueva música. A finales de ese mismo año, lanzó una versión del himno «Turn Your Eyes Upon Jesus»; estuvo disponible en todas las principales plataformas de transmisión y también lanzó un video musical para la canción. En 2019, lanzó la canción "Side of my Heart".
En 2022, lanzó "Perfectly Loved", con TobyMac. El sencillo alcanzó la tercera posición en la lista Billboard Hot Christian Songs.

## Vida personal
Lampa se graduó de Monarch High School en mayo de 2003. Mientras estaba en la escuela secundaria, fue base titular del equipo de baloncesto femenino. Se casó con Brendan McCarthy el 27 de marzo de 2010.
Lampa y la cantante Stacie Orrico son amigas cercanas. Lampa reside en Nashville. Ha estado grabando música y realizando giras de vez en cuando, tanto como artista principal como artista invitada en colaboraciones. Dijo que sus periodos de inactividad eran para la búsqueda personal, para comprobar la identidad y para mantener una fe cristiana verdadera y auténtica. "Hubo algunos momentos difíciles, pero sabía que finalmente debía dejar de distraerme y realmente dedicarme a ello". Después de casi dos años de gira con Hozier, Lampa regresó a casa y anunció que estaba esperando a su primer hijo, Jackson, que nació el 18 de septiembre de 2016. Seis años después, el 19 de octubre de 2022, Lampa tuvo su segundo hijo, Leo Kai.

## Discografía
Álbumes de estudio
- Live for You (2000)
- Kaleidoscope (2002)
- Rachael Lampa (2004)
- All We Need (2011)

Álbumes recopilatorios
- Blessed: The Best of Rachael Lampa (2006)
- Top Ten (2010)

Otros álbumes
- Blur (remix album) (2002)
- Three Songs for Christmas (EP) (2009)
- Human (EP) (2010)

| Año  | Título              | Posiciones más altas en los gráficos   | Álbum              | Ref. |
| ---- | ------------------- | -------------------------------------- | ------------------ | ---- |
| 2000 | "Blessed"           | 1 AC                                   | Live for You       |      |
| 2000 | "Shaken"            | 1 CHR                                  | Live for You       |      |
| 2000 | "God Loves You"     | 1 AC                                   | Live for You       |      |
| 2000 | "Live for You"      | 1 AC & CHR                             | Live for You       |      |
| 2000 | "My Father's Heart" | 2 INSPO                                | Live for You       |      |
| 2002 | "No Greater Love"   | 2 AC                                   | Kaleidoscope       |      |
| 2002 | "Savior Song"       | 5 CHR                                  | Kaleidoscope       |      |
| 2002 | "I'm All Yours"     | 3 AC & 9 CHR                           | Kaleidoscope       |      |
| 2004 | "When I Fall"       | 7 CHR                                  | Rachael Lampa      |      |
| 2011 | "Remedy"            | 38 Hot Christian                       | All We Need        |      |
| 2019 | "He's Good"         | —                                      | Sencillo sin álbum |      |
| 2019 | "Silent Night"      | —                                      | Sencillo sin álbum |      |
| 2022 | "Perfectly Loved"   | 1 Mediabase Audience & 3 Hot Christian | Sencillo sin álbum |      |
| 2023 | "Somebody to You"   |                                        |                    |      |

Colaboraciones
| Año  | Título                                            | Álbum                                             | Artista(s)              |
| ---- | ------------------------------------------------- | ------------------------------------------------- | ----------------------- |
| 2000 | "There Is Still a Dream"                          | Devotion                                          | Aaron Neville (dueto)   |
| 2001 | "I Choose You"                                    | One Silent Night                                  | Varios                  |
| 2002 | "Ave Maria"                                       | Wow Christmas                                     | Varios                  |
| 2002 | "If You Believe"                                  | A Walk to Remember: Music from the Motion Picture | Varios                  |
| 2002 | "Promise My Prayers"                              | Girls of Grace                                    | Point of Grace          |
| 2002 | "Think of Me"                                     | Song Cinema                                       | Mark Schultz (dueto)    |
| 2005 | "Flag"                                            | The Message Psalms                                | Varios                  |
| 2006 | "Exhibition"                                      | Exit Lights                                       | Falling Up              |
| 2006 | "I Been Lookin' Around"                           | T-Bone: Bone Appetit!                             | T-Bone (dueto)          |
| 2006 | "Christmas Shoes Trilogy: The Christmas Blessing" | The Christmas Hope                                | NewSong                 |
| 2012 | "Bombs Away"                                      | The White Room                                    | Jonathan Thulin (dueto) |
| 2014 | "Infinite"                                        | Broken Temples                                    | Kevin Max               |
| 2014 | "Everyday Is a Miracle"                           | #FASTER                                           | Group 1 Crew            |

Videos musicales
- 2000: "Live for You"
- 2002: "Savior Song"
- 2004: "When I Fall"
- 2011: "Remedy"
- 2013: "Bombs Away"

## Premios y nominaciones
| Año  | Premios           | Categoría                           | Obra nominada                    | Resultado |
| ---- | ----------------- | ----------------------------------- | -------------------------------- | --------- |
| 2000 | Premios YoungStar | Mejor Artista Joven o Grupo Musical | Live For You                     | Nominada  |
| 2001 | GMA Dove Awards   | Canción inspiradora del año         | "Blessed"                        | Ganadora  |
| 2003 | GMA Dove Awards   | Álbum de eventos especiales del año | Girls Of Grace (varios artistas) | Nominada  |